# Davidiella cephalanthae
Davidiella cephalanthae är en svampart som först beskrevs av Sawada, och fick sitt nu gällande namn av Aptroot 2006. Davidiella cephalanthae ingår i släktet Davidiella och familjen Davidiellaceae.   Inga underarter finns listade i Catalogue of Life.